# مايكل وودز (دراج)
مايكل وودز (بالإنجليزية: Michael Woods)‏ (و. 1986  م) هو راكب دراجة هوائية، من كندا، ولد في أوتوا، شارك في ركوب الدراجات في الألعاب الأولمبية الصيفية 2016.

## التعليم
تعلم في جامعة ميشيغان.

### سباقات أو مراحل فاز بها
| التاريخ        | السباق                                | المركز                                                                  |
| -------------- | ------------------------------------- | ----------------------------------------------------------------------- |
| 01 يناير 2015  | طواف أمريكا للدراجات 2015             |                                                                         |
| 01 مارس 2015   | Clássica Loulé 2015                   |                                                                         |
| 09 أغسطس 2015  | طواف يوتا 2015                        | العاشر في تصنيف النقاط، الثاني في التصنيف العام، السابع في تصنيف الجبال |
| 24 يناير 2016  | داون أندر 2016                        | الثالث في تصنيف الجبال، الخامس في التصنيف العام                         |
| 24 سبتمبر 2016 | طواف إيميليا 2016                     | المرتبة 19 في التصنيف العام                                             |
| 28 سبتمبر 2016 | ميلانو-تورينو 2016                    | الثاني في التصنيف العام                                                 |
| 29 يناير 2017  | سباق كاديل ايفانز 2017                | المرتبة 15 في التصنيف العام                                             |
| 01 أبريل 2017  | جائزة ميغيل إندوراين 2017             | الثاني في التصنيف العام                                                 |
| 08 أبريل 2017  | طواف إقليم الباسك 2017                | المرتبة 12 في التصنيف العام                                             |
| 23 أبريل 2017  | لييج-باستون-لييج 2017                 | التاسع في التصنيف العام                                                 |
| 18 يونيو 2017  | طواف سويسرا 2017                      | الثامن في تصنيف الجبال                                                  |
| 01 يناير 2019  | طواف أمريكا للدراجات 2019             |                                                                         |
| 09 أكتوبر 2019 | ميلانو-تورينو 2019                    | الأول في التصنيف العام                                                  |
| 01 يناير 2021  | طواف أمريكا للدراجات 2021             |                                                                         |
| 13 يونيو 2021  | طواف سويسرا 2021                      | الأول في تصنيف الجبال، الخامس في التصنيف العام، السابع في تصنيف النقاط  |
| 19 يونيو 2022  | روتي دو سود 2022                      | الأول في التصنيف العام، الثاني في تصنيف الجبال، الثاني في تصنيف النقاط  |
| 18 يونيو 2023  | روتي دو سود 2023                      |                                                                         |
| 22 يونيو 2024  | سباق الطريق للرجال في بطولة كندا 2024 |                                                                         |

## روابط خارجية
- مايكل وودز على موقع الاتحاد الدولي لألعاب القوى (الإنجليزية)
- مايكل وودز على موقع الاتحاد الدولي للدراجات (الإنجليزية)
- مايكل وودز على موقع أرشيف الدراجات (الإنجليزية)
- مايكل وودز على موقع إحصائيات الدراجات الإحترافية (الإنجليزية)
- مايكل وودز على موقع نسبة الدراجات (الإنجليزية)
- مايكل وودز على موقع CycleBase (الإنجليزية)
- مايكل وودز على موقع أوليمبيديا (الإنجليزية)
- مايكل وودز على موقع اللجنة الأولمبية الكندية (الإنجليزية)